# Land van Valk
Het Land van Valk is een buurt in de stad Dordrecht, in de Nederlandse provincie Zuid-Holland. De buurt is een onderdeel van de wijk Reeland. Het Land van Valk ligt centraal in de stad Dordrecht.
De buurt wordt in het noorden begrensd door de spoorlijn Dordrecht-Geldermalsen. In het oosten vormt de N3 de grens. De Laan der Verenigde Naties vormt de zuidgrens, en de grens in het westen wordt gevormd door de Spoorlijn Breda - Rotterdam. De meeste straten zijn vernoemd naar verdwenen dorpen uit de 15e eeuw in de Grote Waard,  zoals Eemsteyn, Wolbrands, Toloysen, Erkentrude, Nesse en Giessenmonde.

## Familie Valk
Jacobus Valk (1838-1923) geboren was tuinman in Dordrecht. Hij bewoonde met zijn gezin huis nr 2 aan de Reeweg dat mogelijk Olmenhof heette en stond ter hoogte van de R.K. begraafplaats die in 1880 werd aangelegd. De spoorlijn volgde in 1885.

## Buurt
De eerste woningen op het Land van Valk werden rond 1910 gebouwd. Het ontwerp van de buurt was geënt op het tuindorp idee, uiteindelijk kwamen er zeer verschillende woningen. In de wijk bevinden zich onder meer een supermarkt, een tankstation, een fysiotherapiepraktijk, drie kappers en twee basisscholen.
In de buurt bevindt zich ook het stadion van FC Dordrecht en het Dordtse Leerpark, een woon- werk- en leeromgeving.
Eiland van Dordrecht

Wijken en buurten: Binnenstad (Negentiende-eeuwse Schil) ·
Noordflank (Bleyenhoek · Lijnbaan e.o.) ·
Het Reeland (Transvaalbuurt · Land van Valk · Indische buurt · Vogelbuurt · Wantijbuurt) ·
De Staart (Staart-West · Staart-Oost) ·
Oud-Krispijn (Van Gogh-buurt) ·
Nieuw-Krispijn ·
Stadspolders (Vissershoek · Oudelandshoek) ·
Wielwijk ·
Crabbehof (Zuidhoven) ·
Sterrenburg (Sterrenburg I, II, III) ·
Dubbeldam (Oud-Dubbeldam · Dubbeldam-Noord · Dubbeldam-Zuid · 't Vissertje · Klein Dubbeldam · De Hoven)

Industrie: Amstelwijck · Krabbepolder · Louterbloemen · Zeehavenlaan · Industriegebied De Staart

Buitengebied: Kop van 't Land · Tweede Tol · Wieldrecht · Willemsdorp

Verdwenen plaatsen: De Mijl · Groote of Hollandsche Waard